# Raymond Poincaré
Raymond Poincaré (Bar-le-Duc, 1860. augusztus 20. – Párizs, 1934. október 15.) francia államfő és a Harmadik Köztársaság 44., 57. és 63. miniszterelnöke. 1912-ben miniszterelnökként jelentősen meghatározta azt a politikai irányvonalat, amit a későbbiekben Franciaország követett. Az első világháború alatt ő töltötte be az elnöki tisztséget.

## Élete

### Származása, tanulmányai és korai pályafutása
Raymond Poincaré 1860. augusztus 20-án született Bar-le-Duc-ben egy mérnök gyermekeként. Egyik unokafivére Henri Poincaré matematikus, fizikus, filozófus volt. Tanulmányait a párizsi École Polytechnique-ben folytatta, majd a Párizsi Egyetemen jogot tanult. 
1882-ben az ügyvédi kamara tagja lett. 1887-ben megválasztották képviselőnek, hat évvel később pedig a Francia Köztársaság addigi legfiatalabb minisztere lett (az oktatásügyi tárca ellátásával bízták meg). 1894-ben pénzügyminiszterré nevezték ki, majd 1895-ben ismét oktatásügyi miniszter lett. A Dreyfus-pert illetően azt nyilatkozta, hogy az új bizonyítékokra való tekintettel az ügy újratárgyalása szükséges. A ragyogó politikai karrier ígérete ellenére 1903-ban feladta képviselői tisztségét és 1912-ig a Francia Szenátus tagjaként tevékenykedett, ami politikailag kevésbé fontosnak számított. Ideje nagy részét jogi pályájának szentelte és ebben az időszakban csak egyszer volt a kormány tagja (1906-ban pénzügyminiszterként).

### Miniszterelnökként és elnökként
1912 januárjában kinevezték miniszterelnöknek és ezzel egy időben a külügyminiszteri pozíciót is ellátta 1913 januárjáig. A Német Birodalommal szemben határozott politikát folytatott. 1912 augusztusában biztosította az Orosz Birodalom kormányát a francia-orosz szövetség melletti elkötelezettségéről. Novemberben egyezményt kötött a Brit Birodalommal, hogy nemzetközi válság esetén és a közös katonai terveket illetően egyeztetésekre kerül sor. Bár az oroszok balkáni politikájának támogatása és a németekkel szembeni kompromisszumképtelen politikája miatt bírálói revansista háborús uszítónak tartották, Poincaré hitt abban, hogy az európai helyzet szükségszerűen háborúhoz fog vezetni és csakis egy erős szövetség garantálhatja országa biztonságát. Legnagyobb félelme az volt, hogy Franciaország elszigetelődik, mint 1870-ben és áldozatul esik a katonai fölényben lévő Német Birodalomnak.
Poincaré indult az elnökválasztáson és a baloldali ellenzék ellenében (amelyet ellensége Georges Clemenceau vezetett) 1913. január 17-én elnyerte a kívánt államfői tisztséget. Bár az elnöki jogkör meglehetősen kevés hatalmat biztosított számára, bízott abban, hogy megerősíti az államfői tisztséget és azt egyszerre a jobboldal, a baloldal, valamint a centrum bázisává is teszi. Az első világháború alatt végig megpróbálta megőrizni a nemzeti egységet. Ezt olyannyira komolyan vette, hogy ellenségére, Clemenceau-ra bízta a kormány vezetését, mivel őt ítélte a legalkalmasabbnak arra, hogy Franciaországot győzelemre vezesse.

### Az első világháború után
1920-ban, az elnöki megbízatás lejárta után visszatért a szenátusba és egy ideig a háborús jóvátételi bizottság elnökeként tevékenykedett. Azt az álláspontot képviselte, hogy a német fél háborús bűnös. Ennek szellemében amikor ismét miniszterelnök és külügyminiszter lett (1922-től 1924-ig), megtagadta a haladékot a német jóvátétel fizetését illetően és ennek következtében 1923 januárjában francia csapatokat rendelt a Ruhr-vidék megszállására. 1926 júliusában tért vissza a miniszterelnöki tisztségbe és jelentős szerepet tulajdonítanak neki a francia pénzügyi válság felszámolásában. Rendkívül sikeres gazdaságpolitikája jelentősen hozzájárult az ország jólétéhez. 1929 júliusában betegsége miatt lemondásra kényszerült. Ezt követően emlékiratai (Au service de la France) írásával foglalkozott.

## Miniszterelnökségei
| Hivatali idő              | Előd            | Utód                     |
| ------------------------- | --------------- | ------------------------ |
| 1912.01.14. – 1913.01.21. | Joseph Caillaux | Aristide Briand          |
| 1922.01.15. – 1924.06.01. | Aristide Briand | Frédéric François-Marsal |
| 1926.07.23. – 1929.07.29. | Édouard Herriot | Aristide Briand          |